# Мамекино
Маме́кино (укр. Мамекине) — село в Новгород-Северском районе Черниговской области Украины. Население — 350 человек. Занимает площадь 1,12 км². Расположено на реке Смячка. В селе расположен рыбхоз.
Почтовый индекс: 16032. Телефонный код: +380 4658.

## Власть
Орган местного самоуправления — Мамекинский сельский совет. Почтовый адрес: 16032, Черниговская обл., Новгород-Северский р-н, с. Мамекино, ул. Центральная, 102.